# Receptor/decodificador integrado
Un receptor/decodificador integrado (IRD) es un dispositivo electrónico utilizado para captar una señal de radiofrecuencia y convertir la información digital transmitida en ella.

## IRD de consumo
Artículo principal: Decodificador
Los decodificadores de señal para consumo, comúnmente llamados decodificadores, son utilizados por los usuarios finales y son mucho más económicos que los decodificadores profesionales. Para frenar la piratería de contenidos, también carecen de muchas funciones e interfaces que sí se encuentran en los decodificadores profesionales, como la salida de vídeo SDI sin comprimir o volcados de flujo de transporte ASI. También están diseñados para ser más agradables estéticamente.

## IRD profesionales
El IRD, que se encuentra comúnmente en las instalaciones de transmisión de radio, televisión, cable y satélite, se utiliza generalmente para la recepción de señales de contribución destinadas a la retransmisión. El IRD es la interfaz entre una antena parabólica receptora o redes de telecomunicaciones y una infraestructura de video/audio de una instalación de transmisión.
Los IRD profesionales tienen varias características de las que carecen los IRD de consumo, como:
- Salidas SDI.
- Entradas/salidas ASI.
- Entradas TSoIP.
- Descodificación de audio AES/EBU.
- Reinserción VBI.
- Datos WSS y transferencia.
- Demultiplexación de flujo de transporte.
- Entrada Genlock.
- Sincronización de cuadros de salida de video digital a entrada analógica.
- Subtítulos e inserción VITS/ITS/VITC.
- Generador de patrones de prueba de video.
- Gestión remota a través de LAN/WAN.
- Interfaz GPI: para enviar activadores de alarma externos.
- Montable en bastidor.

## Usos
- Aplicaciones de televisión por satélite de transmisión directa (DBS) como DirecTV, Astra o DishTV
- Aplicaciones de satélite de servicio fijo (FSS) como VideoCipher, DigiCipher o PowerVu
- Aplicaciones de radio por satélite de audio digital (DARS) como XM Satellite Radio y Sirius Satellite Radio
- Aplicaciones de transmisión de audio digital (DAB) como Eureka 147 e IBOC
- Aplicaciones de transmisión de video digital (DVB) como DVB-T y ATSC